# Gora Belaja Shapka
Gora Shapka (englische Transkription von russisch Гора Белая Шапка Gora Belaja Schapka, deutsch ‚Weißer Hut-Berg‘) ist ein Nunatak im ostantarktischen Mac-Robertson-Land. In den Prince Charles Mountains ragt er im östlichen Teil der Aramis Range auf.
Russische Wissenschaftler benannten ihn deskriptiv.